# 五龙镇 (苍溪县)
五龙镇，是中华人民共和国四川省广元市苍溪县下辖的一个乡镇级行政单位。

## 行政区划
五龙镇下辖以下地区：
五龙社区、五里村、石板村、新梁村、九燕村、玉顶村、灯照村、龙隐村、平安村、青丰村、天池村、印合村、大树村、三会村、马虹村和双树村。